# N-OFDM
N-OFDM (англ. Non-Orthogonal Frequency Division Multiplexing — мультиплексирование с неортогональным частотным разделением каналов) является цифровым методом модуляции, использующим множество близко расположенных, неортогональных по частоте поднесущих. Как и в OFDM, каждая поднесущая модулируется по обычной схеме модуляции (например, квадратурная амплитудная модуляция).

## Принцип размещения поднесущих

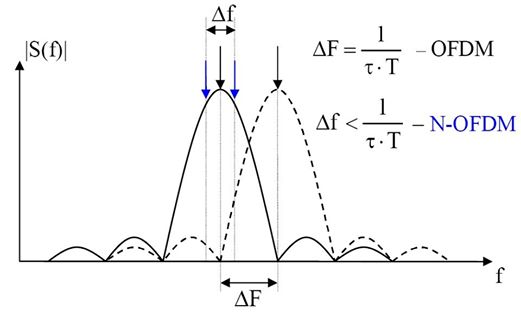
Распределение поднесущих относительно амплитудно-частотных характеристик фильтров БПФ (быстрого преобразования Фурье)

N-OFDM сигнал формируется {\displaystyle N} гармоническими поднесущими, которые могут быть разнесены по частоте как на равные промежутки {\displaystyle \Delta f} (в этом случае речь идёт об эквидистантном размещении поднесущих), так и на разные частотные интервалы (неэквидистантный вариант N-OFDM).
При эквидистантном размещении частот занимаемая N-OFDM сигналом полная полоса частот {\displaystyle \Delta F} делится на {\displaystyle N} подканалов, ширина которых {\displaystyle \Delta f<1/T_{s}}, где {\displaystyle T_{s}} — длительность сигнальной выборки, над которой выполняется операция быстрого преобразования Фурье (символьный интервал).
Таким образом, если записать выражение для частотного интервала между поднесущими в виде {\displaystyle \Delta f=\alpha /T_{s}}, то случай {\displaystyle \alpha =1} будет соответствовать OFDM, а {\displaystyle \alpha <1} — эквидистантному варианту N-OFDM.
При неэквидистантном размещении поднесущих, в общем случае в пределах одного многочастотного пакета могут сочетаться не только частотные интервалы {\displaystyle \Delta f_{i}<1/T_{s}}, но и присущие OFDM ({\displaystyle \Delta f_{i}=1/T_{s}}) и даже FDM ({\displaystyle \Delta f_{i}>1/T_{s}}).
Преимуществом неэквидистантного размещения поднесущих является возможность значительного уменьшения ошибок оценивания квадратурных составляющих амплитуд сигналов по сравнению с равномерным частотным интервалом.

## Краткая история теории N-OFDM
Прообразом данного метода модуляции сигналов явился способ измерения амплитудно-частотных характеристик (АЧХ) радиотехнической системы с помощью многочастотного сигнального пакета, изложенный в описании патента Российской Федерации на изобретение № 2054684. В этом изобретении использовалось оптимальное оценивание амплитуд каждого из гармонических сигналов, идентичное применённому впоследствии для демодуляции N-OFDM сигналов. Существенным отличием указанного способа явилось то, что частоты входных воздействий в суммарном пакете входных сигналов могут быть разнесены на частотный интервал, меньший релеевского предела разрешения (ширины АЧХ частотного фильтра).
В 2001 г. Слюсарем В.И. было положено начало развитию теории N-OFDM. Это научное направление явилось обобщением технологии OFDM и отличается сверхрелеевским уплотнением сигналов по частоте с последующей демодуляцией сигналов путём оптимального решения системы уравнений правдоподобия относительно неизвестных оценок амплитуд.
Аналогичные работы за рубежом впервые появились осенью 2003 года. При этом используются эквивалентные по отношению к N-OFDM термины NOFDM, n-OFDM, Spectrally Efficient FDM (SEFDM) и др., по сути описывающие известные из публикаций по N-OFDM методы формирования и обработки неортогональных по частоте сигналов, а также представляющие собой их дальнейшее развитие.

## Преимущества N-OFDM
Несмотря на возросшую сложность демодуляции N-OFDM сигналов по сравнению с OFDM, переход к неортогональной расстановке частот поднесущих обеспечивает ряд преимуществ:
1. более высокая спектральная эффективность, позволяющая уменьшить полосу частот, занимаемую сигналом, и улучшить электромагнитную совместимость множества терминалов
2. адаптивная отстройка от сосредоточенных по частоте помех путём изменения номиналов частот поднесущих
3. возможность учёта допплеровских сдвигов частот поднесущих при работе с перемещающимися на высоких скоростях абонентами
4. использование различных частотных планов в качестве дополнительного ключа для защиты информации от несанкционированного доступа к каналу связи
5. уменьшение пик-фактора многочастотной сигнальной смеси

## Методы обработки N-OFDM сигналов

### Идеализированный передатчик N-OFDM сигналов
Сигнал N-OFDM — сумма множества неортогональных поднесущих, на каждой из которых передаваемые на основной частоте данные независимо модулируются с помощью одного из типов модуляции (BPSK, QPSK, 8-PSK, QAM и др.). Далее этим суммарным сигналом модулируется несущая радиочастота.
{\displaystyle s[n]} — это последовательный поток двоичных цифр. Перед сигнальным процессором (DSP) этот поток преобразуется сначала в N параллельных потоков, после чего каждый из них отображается в поток символов с помощью процедуры фазовой (BPSK, QPSK, 8-PSK) или амплитудно-фазовой квадратурной модуляции (QAM). При использовании модуляции BPSK получается поток двоичных чисел (1 и −1), при QPSK, 8-PSK, QAM — поток комплексных чисел. Так как потоки независимы, то способ модуляции и, следовательно, количество бит на символ в каждом потоке могут быть разными. Следовательно, разные потоки могут иметь разную битовую скорость. Например, пропускная способность линии 2400 бод (символов в секунду), и первый поток работает с QPSK (2 бита на символ) и передает 4800 бит/с, а другой работает с QAM-16 (4 бита на символ) и передает 9600 бит/с.
Цифровой сигнальный процессор (DSP) использует N одновременно поступающих символов, создавая такое же множество комплексных отсчетов во временной области (time-domain samples), соответствующих сумме отсчетов напряжений неортогональных по частоте гармонических сигналов. Далее цифро-аналоговые преобразователи (DAC) преобразуют в аналоговый вид отдельно действительную и мнимую компоненты, после чего они модулируют, соответственно, радиочастотную косинусоиду и синусоиду. Эти сигналы далее суммируются и дают передаваемый сигнал s(t).

### Идеализированный приёмник N-OFDM сигналов
Приемник принимает сигнал r(t) , выделяет из него косинусную (cos) и синусную (sin) квадратурные составляющие с помощью умножения r(t) на {\displaystyle \cos(2\pi f_{c}t)} и — {\displaystyle \sin(2\pi f_{c}t)} и фильтров нижних частот, которые отфильтровывают колебания в полосе вокруг {\displaystyle 2f_{c}}. Получившиеся сигналы далее оцифровываются с помощью аналого-цифровых преобразователей (ADC), подвергаются прямому быстрому преобразованию Фурье (FFT). Получается N-OFDM сигнал в частотной области.
Совокупность N параллельных потоков данных поступает на символьный декодер, который с помощью заданного алгоритма преобразует двоичную последовательность  в информационные символы фазовой модуляции (при использовании в передатчике BPSK, QPSK, 8-PSK) или амплитудно-фазовой квадратурной модуляции (при использовании в передатчике QAM). В идеале получается поток битов, равный потоку, который передал передатчик.

### Ортогонализация Грама-Шмидта и Лёвдина
Для демодуляции сигналов N-OFDM в работах  предложено использовать классическую процедуру ортогонализации сигналов Грама-Шмидта (GS), позволяющую превратить линейно независимую систему векторов в ортонормированную. Недостатком такого подхода является существенный рост ошибок ортогонализации при увеличении количества поднесущих сигналов в пакете, особенно при сокращении их частотного разнесения. Более устойчивой к ошибкам является процедура ортогонализации Левдина (Per-Olov Löwdin, LO) . Для сравнения на рис. приведена зависимость величины BER от межчастотного интервала для 16 и 32 поднесущих при демодуляции N-OFDM сигналов методами Грама-Шмидта и Левдина. Особенностью указанных методов ортогонализации является необходимость амплитудно-фазовой коррекции сигналов после выполнения процедуры ортогонализации, что связано с сопутствующими ей искажениями соответствующих параметров поднесущих. Коэффициенты коррекции могут рассчитываться по пилот-сигналам на этапе вхождения в связь.

Зависимость величины BER от межчастотного интервала для 16 и 32 поднесущих при демодуляции сигналов методами Грама-Шмидта и Левдина

### Обработка N-OFDM сигналов по отсчётам АЦП
При обработке отсчётов аналого-цифрового преобразователя (АЦП) задача демодуляции N-OFDM сигналов сводится к решению системы уравнений, составленной по отсчётам напряжений сигнальной смеси, относительно неизвестных квадратурных составляющих амплитуд поднесущих.

### Обработка N-OFDM сигналов сдецимациейотсчётовАЦП
Суть данного варианта обработки заключается в том, что перед синтезом частотных фильтров с помощью операции БПФ на приёмной стороне выполняется прореживание информационного потока путём дополнительного стробирования (децимации) отсчётов АЦП (накопления по определённому закону в фиксированных временных интервалах со сбросом)
Соответствующая обработка отсчётов сигналов с учётом целочисленной длительности строба M (фактор децимации) может быть представлена в виде:
{\displaystyle y[n]=\sum _{k=0}^{M-1}x[nM+k]\ e^{-i2\pi fkT},n=0,1,..,N},
где T  - период дискретизации АЦП (интервал между отсчётами). {\displaystyle x[nM+k]} - входные отсчёты напряжений сигнала до децимации, M - длительность строба, {\displaystyle f} - центральная частота пакета N-OFDM сигналов.
Если {\displaystyle 2\pi fkT=k\pi /2}, то имеет место 
{\displaystyle e^{-i2\pi fkT}=1,e^{-i\pi /2},e^{-i\pi },...}
и следовательно
{\displaystyle Re(y[n])=\sum _{k=0}^{M-1}(Re(x[nM+k])cos{k\pi /2}+Im(x[nM+k])sin{k\pi /2})\,},
{\displaystyle Im(y[n])=\sum _{k=0}^{M-1}(Im(x[nM+k])cos{k\pi /2}-Re(x[nM+k])sin{k\pi /2})\,}.
При {\displaystyle Im(x[nM+k])=0} получим 
{\displaystyle Re(y[n])=x[nM]-x[nM+2]+x[nM+4]-...,},
{\displaystyle Im(y[n])=-x[nM+1]+x[nM+3]-x[nM+5]-...}.
Дальнейший синтез фильтров БПФ производится по сформированным в результате децимации отсчётам сигнальной смеси. Помимо снижения требований к производительности устройств обработки указанная децимация позволяет повысить помехозащищённость приёмных каналов за счёт подавления внеполосного приёма сигналов с помощью АЧХ децимирующего устройства. Кроме того, децимация отсчётов позволяет упростить реализацию аппаратуры цифрового диаграммообразования в случае использования для приёма N-OFDM сигналов цифровых антенных решеток, например в системе MIMO.
При необходимости более качественной anti-aliasing фильтрации отсчётов АЦП, в указанное выражение для процедуры децимации следует подставить вектор весовых коэффициентов {\displaystyle h[k]}:
{\displaystyle y[n]=\sum _{k=0}^{M-1}x[nM+k]h[k]\ e^{-i2\pi fkT},n=0,1,..,N},
Примером такого рода весовой обработки при {\displaystyle 2\pi fkT=k\pi /2} является децимация с нечетной длительностью строба:
{\displaystyle Re(y[n])=-6[nM+1]+32x[nM+3]-52x[nM+5]+32x[nM+7]-6x[nM+9],}
{\displaystyle Im(y[n])=x[nM]-17x[nM+2]+46x[nM+4]-46x[nM+6]+17x[nM+8]-x[nM+10].}
Поскольку децимация отсчётов АЦП сопровождается частотно-зависимым паразитным доворотом фаз всех поднесущих, а также искажением АЧХ фильтров БПФ при демодуляции N-OFDM сигналов следует проводить коррекцию оценок квадратурных составляющих амплитуд сигналов для компенсации указанных фазовых и частотных искажений. Аналогичная обработка с децимацией отсчётов АЦП может применяться и в случае OFDM, COFDM сигналов.

### Демодуляция N-OFDM сигналов по выходам фильтровБПФ
Подробное изложение процедуры демодуляции N-OFDM после синтеза частотных фильтров с помощью БПФ приведено в описании патента Российской Федерации на изобретение № 2054684.

### Демодуляция N-OFDM сигналов без синтеза фильтров БПФ
При отказе от формирования фильтров БПФ демодуляция N-OFDM сигналов возможна корреляционным методом. Подобного рода пример рассмотрен в работе Макарова С. Б., Завьялова С. В.

### Демодуляция N-OFDM сигналов на основе вейвлет-фильтрации
Для демодуляции N-OFDM сигналов, представляющих собой совокупность гармонических, неортогональных по частоте поднесущих, на приемной стороне может использоваться вейвлет-фильтрация. В простейшем случае это может быть система ортогональных по частоте вейвлет-фильтров, синтезируемых на основе вейвлет-преобразований,  приводящих к АЧХ, описываемым аналитическими функциями. Примером такого рода вейвлетов являются гармонические всплески и вейвлет Морле .

## Разновидности метода N-OFDM

### N-OFDM на основе базисных функций Хартли
В данной версии N-OFDM сигналы на передающей стороне формируются путём модуляции cas-функций по закону импульсной амплитудной модуляции (PAM) или квадратурной амплитудной модуляции (QAM). На приёмной стороне в процессе демодуляции сигналов осуществляется оценивание амплитуд каждой из cas-функций по методу максимального правдоподобия или методу наименьших квадратов. При этом для обработки могут использоваться отсчёты, следующие в темпе периода дискретизации АЦП либо же после их децимации. В качестве децимирующей функции используется функция Хартли.
В частности, если {\displaystyle Im(x[nM+k])=0} и {\displaystyle 2\pi fkT=k\pi /2}, то децимация выполняется согласно выражению
{\displaystyle Re(y[n])=\sum _{k=0}^{M-1}(Re(x[nM+k])cas{k\pi /2})\,},
{\displaystyle Im(y[n])=-\sum _{k=0}^{M-1}(Im(x[nM+k])cas{k\pi /2})\,}.

### Fast-OFDM
В 2002 г. сотрудники колледжа лондонского университета Izzat Darwazeh и M.R.D. Rodrigues   предложили метод частотного мультиплексирования данных Fast-OFDM (FOFDM), отличающийся использованием частотного разнесения поднесущих, в 2 раза меньшего, чем в случае OFDM. Данное обстоятельство позволяет с большой долей условности рассматривать Fast-OFDM как промежуточное звено между OFDM и N-OFDM.
В основе метода Fast-OFDM лежит тот факт, что действительная часть коэффициента корреляции двух комплексных поднесущих равна нулю, если разнос по частоте между поднесущими кратен целому числу 1/(2T) (Т – интервал накопления) (полусимвольный интервал между поднесущими.). При этом существенно, что, несмотря на двукратное уплотнение по частоте по сравнению с OFDM, сигналы по-прежнему остаются ортогональными друг другу. На рис. проиллюстрирован спектр сигнального пакета из 32 поднесущих в случае OFDM и Fast-OFDM модуляций. Следует особо обратить внимание, что по мере увеличения частотного уплотнения уровень внеполосного излучения сигналов снижается.
Важно, однако, отметить, что выигрыш в спектральной эффективности по отношению к OFDM в случае Fast-OFDM возможен только при использовании вещественного представления сигналов и одномерных (вещественных) схем их модуляции – BPSK или М-ичной ASK. В противном случае, переданная с помощью Fast-OFDM сигналов информация не может быть восстановлена на приёмной стороне.
Впрочем, столь существенный недостаток не помешал авторам данного метода продолжить исследование его возможностей  и довести развитие соответствующей теории до экспериментальных демонстраций в оптоволоконных системах передачи данных  К примеру, описан факт  передачи данных со скоростью 20 Гигабит/с с использованием модуляции 4-ASK F-OFDM по-оптоволоконному  кабелю на расстояние 840 км. При этом для частотной селекции поднесущих вместо БПФ используется дискретное косинусное преобразование.
С учётом анализа возможностей Fast-OFDM более перспективным представляется радикальный переход к сверхразрешению в спектральной области, позволяющий разместить частоты сигналов более плотно, сделав их неортогональными друг другу.

### FBMC
FBMC (англ. Filter-Bank Multi-Carrier Modulation — метод частотного мультиплексирования с множеством несущих, использующий банк (гребёнку) частотных фильтров)
К сожалению, название метода выбрано не совсем удачно, поскольку оно не позволяет однозначно судить о сути метода: к примеру, под данное определение подпадает и OFDM, в котором используется банк фильтров быстрого преобразования Фурье (БПФ).
На самом деле в основе технологии FBMC, представленной в зарубежных публикациях, лежит применение в передающем и приёмном сегментах дополнительной по отношению к быстрому преобразованию Фурье фильтрации с высокой частотной избирательностью. Это позволяет существенно подавить внеполосное излучение, а также повысить спектральную эффективность многочастотного сигнала и помехозащищённость каналов связи. Наибольшее распространение получила дополнительная фильтрация путём взвешенного суммирования откликов нескольких фильтров БПФ, например, весовым окном Хемминга.
В опубликованных работах по методу FBMC нередко используется характерная для OFDM расстановка частот поднесущих. При этом в случае FBMC отличие состоит в существенно сниженном уровне внеполосного приёма.
Однако, подобно методу Fast-OFDM в случае FBMC также может быть получено частотное уплотнение каналов, соответствующее полусимвольному интервалу между поднесущими.  Данный факт позволяет отнести FBMC c определённой долей условности к классу методов с неортогональными по частоте сигналами (Non-Orthogonal Waveform).
Одна из первых русскоязычных работ по анализу зарубежной версии метода FBMC была представлена в мае 2012 г. на Всероссийской научно-технической конференции студентов, аспирантов и молодых учёных «Научная сессия ТУСУР–2012» в Томском государственном университете систем управления и радиоэлектроники (ТУСУР) 
История метода FBMC берёт начало с работ, посвящённых решению задачи подавления боковых лепестков АЧХ фильтров, синтезированных на основе быстрого преобразования Фурье. При этом в отличие от метода FBMC подавлялись боковые лепестки АЧХ не каждого фильтра БПФ, а всего их банка в целом. Одной из первых публикаций такого рода стала диссертация Eric Phillip Lawrey , в которой для подавления боковых лепестков, было предложено использовать предварительную цифровую фильтрацию отсчётов OFDM сигналов, полученных по выходу АЦП, на основе FIR-фильтров с весовыми коэффициентами, соответствующими известным весовым "окнам", а также "окнам", предложенным самим Lawrey.
В развитие этого подхода, аналогичная FBMC идея синтеза в приёмном сегменте банка частотных фильтров с помощью взвешенного суммирования откликов фильтров БПФ была предложена в апреле 2004 г.. При этом использовалась дополнительная фильтрация многочастотных сигналов перед выполнением преобразования Фурье с целью подавления боковых лепестков АЧХ частотных фильтров. Для этого применялось взвешенное суммирование откликов трёх частотных фильтров-дециматоров, синтезированных с помощью быстрого преобразования Фурье:
{\displaystyle w={\frac {U_{1}+\beta U_{2}+U_{3}}{\beta }}},
где  {\displaystyle U_{1}}, {\displaystyle U_{2}}, {\displaystyle U_{3}} - исходные отклики преобразования Фурье, {\displaystyle w} - результат оконного преобразования, {\displaystyle \beta =2} соответствует окну Ханна (Хеннинга),  {\displaystyle \beta =0.53836/0.23082} - окну Хэмминга. Реализация указанного взвешивания осуществляется в режиме скользящего окна по массиву откликов преобразования Фурье.
Поскольку при определённых законах взвешенного суммирования откликов фильтров БПФ (Хемминга, Хеннинга (Ханна) и др.) возможно аналитически описать закон изменения АЧХ результирующих фильтров, формирующих банк фильтрации, то интервал между поднесущими может быть задан меньше половины символьного интервала. В результате будет иметь место гибрид технологии N-OFDM и FBMC (N-OFDM+FBMC).
В настоящее время известны обобщения FBMC с учётом использования принципа MIMO (FBMC+ MIMO).
Разновидностью  FBMC является использование вейвлет-фильтрации принятых N-OFDM сигналов.

### GFDM
GFDM (англ. Generalized Frequency Division Multiplexing) — обобщённый метод частотного дискретного мультиплексирования

### N-OFDM+UFMC
UFMC (англ. universal filter multi-carrier) — технология универсальной фильтрации множества поднесущих. Предусматривает фильтрацию групп ортогональных поднесущих в передатчике для снижения внеполосного излучения и сокращения защитного частотного интервала между соседними каналами передачи данных.
UFMC может быть применен в случае N-OFDM сигналов в дополнение к фильтрации отдельных групп поднесущих в приёмнике.

## Актуальность теории N-OFDM

### Связь
Метод N-OFDM рассматривался в качестве прообраза технологической основы сетей связи 5G, физический уровень которых планировалось реализовать на неортогональных сигналах (Methodology for 5G Physical Layer Based on Non-orthogonal Waveforms). Европейский проект по стандартизации обработки неортогональных сигналов для сетей 5G получил наименование 5GNOW (5th Generation Non-Orthogonal Waveforms). Сайт проекта http://www.5gnow.eu/. В качестве претендентов на стандартизацию рассматривались разновидности неортогонального класса сигналов FBMC, GFDM и др.

### Радиолокация
N-OFDM сигналы могут быть использованы для решения задач радиолокации, в том числе в интегрированных радарно-коммуникационных системах на основе технологии MIMO.